# Coprinus ellisii
Coprinellus ellisii (P.D. Orton) Redhead, Vilgalys & Moncalvo, 2001 è un fungo basidiomicete della famiglia delle Psathyrellaceae.

## Descrizione della specie
Cappello
Prima ovoide, poi subgloboso, cilindrico-ellissoide, infine espanso, 2–4 cm di diametro, talora revoluto, lacerato; crema-ocraceo con disco più scuro, sino a fulvo, infine grigiastro. Allo stadio giovanile è ricoperto da un velo cotonoso biancastro che a maturità si dissocia in forforosità, scaglie e lembi fioccosi, assumendo tonalità crema-cannella. La cuticola è liscia e con il margine striato.
Lamelle
Inizialmente biancastre poi fulve, infine da porpora a nerastre.
Gambo
4-8 x 0,2-0,6 cm, attenuato in alto, con base bulbosa, bianco, pruinoso, pubescente. La base è provvista di una calza simile ad una volva, dapprima concolore al margine del cappello, poi più scura, sino a fulvastra.
Carne
Esigua, biancastra.
Odore e sapore: nulli.
Caratteri microscopici
Spore

7,3 x 4 µm, cilindrico-ellissoidi, faseoliformi, bruno-rossastro pallide, guttulate, con poro germinativo poco evidente.

## Distribuzione e habitat
Fruttifica su terreno bruciato.

## Commestibilità
Senza valore alimentare.

## Tassonomia

### Sinonimi e binomi obsoleti
- Coprinus ellisii P.D. Orton, 1960